# Elvis Stuglis
Elvis Stuglis (Riga, 4 de julio de 1993) es un futbolista letón que juega en la demarcación de defensa para el FK RFS de la Virslīga.

## Selección nacional
Tras jugar con la selección de fútbol sub-17 de Letonia, la sub-19 y con la sub-21, finalmente hizo su debut con la Letonia el 7 de octubre de 2020 en un partido amistoso contra Montenegro que finalizó con un resultado de empate a uno tras el gol de Igors Tarasovs para Letonia, y de Igor Ivanović para el combinado montenegrino.

## Clubes
| Club                | País    | Año       | Partidos | Goles |
| ------------------- | ------- | --------- | -------- | ----- |
| JFK Olimps          | Letonia | 2010      | 23       | 4     |
| Skonto FC           | Letonia | 2011-2014 | 14       | 1     |
| FK Metta            | Letonia | 2014      | 15       | 3     |
| FK Spartaks Jūrmala | Letonia | 2014-2018 | 84       | 13    |
| Riga FC             | Letonia | 2018-2021 | 71       | 11    |
| FK RFS              | Letonia | 2021-2023 | 76       | 10    |
| Chrobry Głogów      | Polonia | 2023-2024 | 6        | 0     |
| FK RFS              | Letonia | 2024-     | 31       | 3     |

## Palmarés

### Campeonatos nacionales
| Título          | Club                | País    | Año  |
| --------------- | ------------------- | ------- | ---- |
| Virslīga        | FK Spartaks Jūrmala | Letonia | 2016 |
| Virslīga        | FK Spartaks Jūrmala | Letonia | 2017 |
| Virslīga        | Riga FC             | Letonia | 2018 |
| Copa de Letonia | Riga FC             | Letonia | 2018 |
| Virslīga        | Riga FC             | Letonia | 2019 |
| Virslīga        | Riga FC             | Letonia | 2020 |
| Virslīga        | FK RFS              | Letonia | 2021 |
| Copa de Letonia | FK RFS              | Letonia | 2021 |
| Copa de Letonia | FK RFS              | Letonia | 2024 |
| Virslīga        | FK RFS              | Letonia | 2024 |